# St. Marien (Loxstedt)

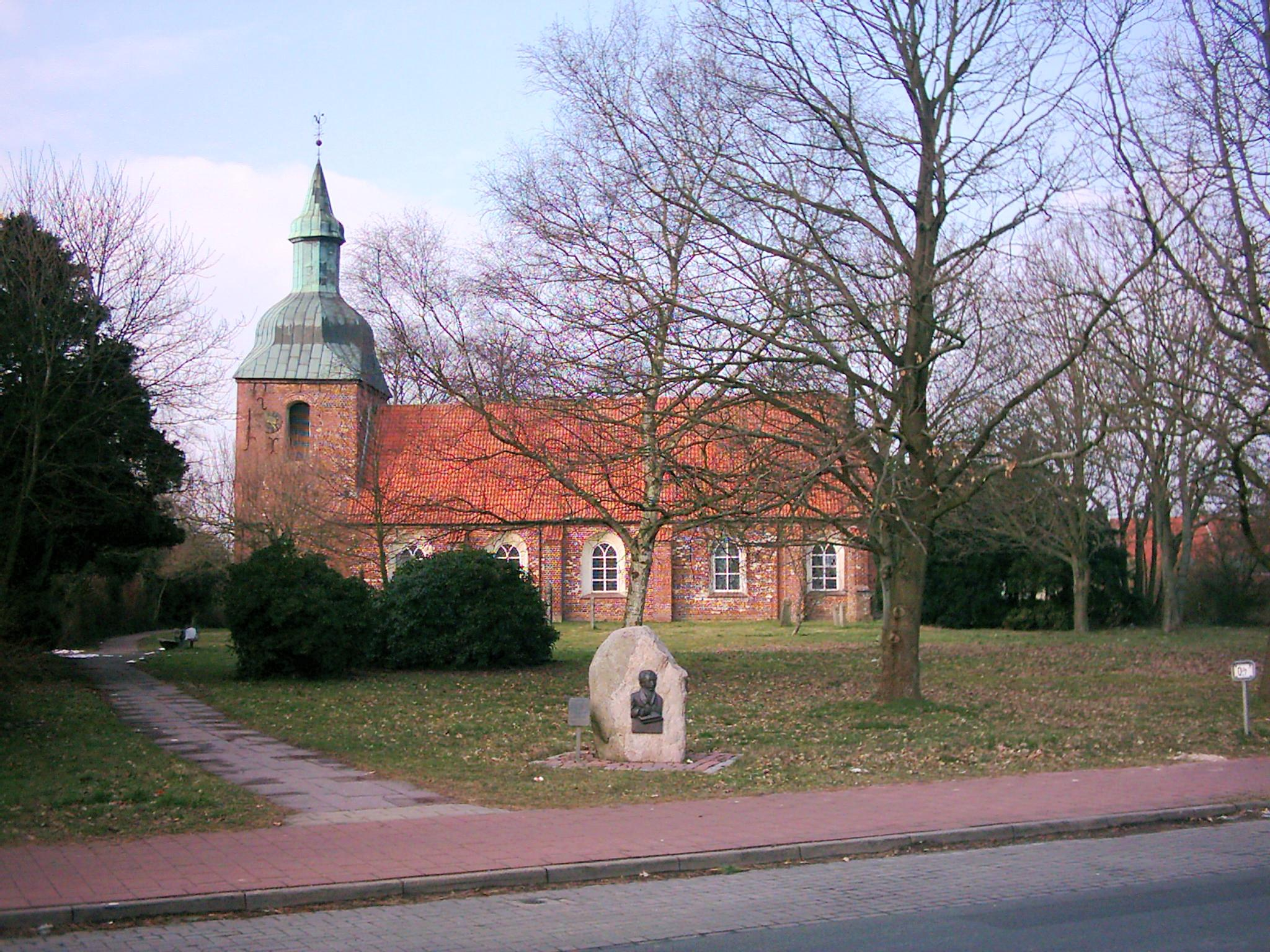
St. Marien

Die ev.-luth. Kirche St. Marien steht in Loxstedt,  im Landkreis Cuxhaven in Niedersachsen. Die Kirchengemeinde gehört zum Kirchenkreis Wesermünde im Sprengel Stade der Evangelisch-lutherischen Landeskirche Hannovers.
Das Gebäude steht unter Denkmalschutz (siehe auch Liste der Baudenkmale in Loxstedt).

## Geschichte

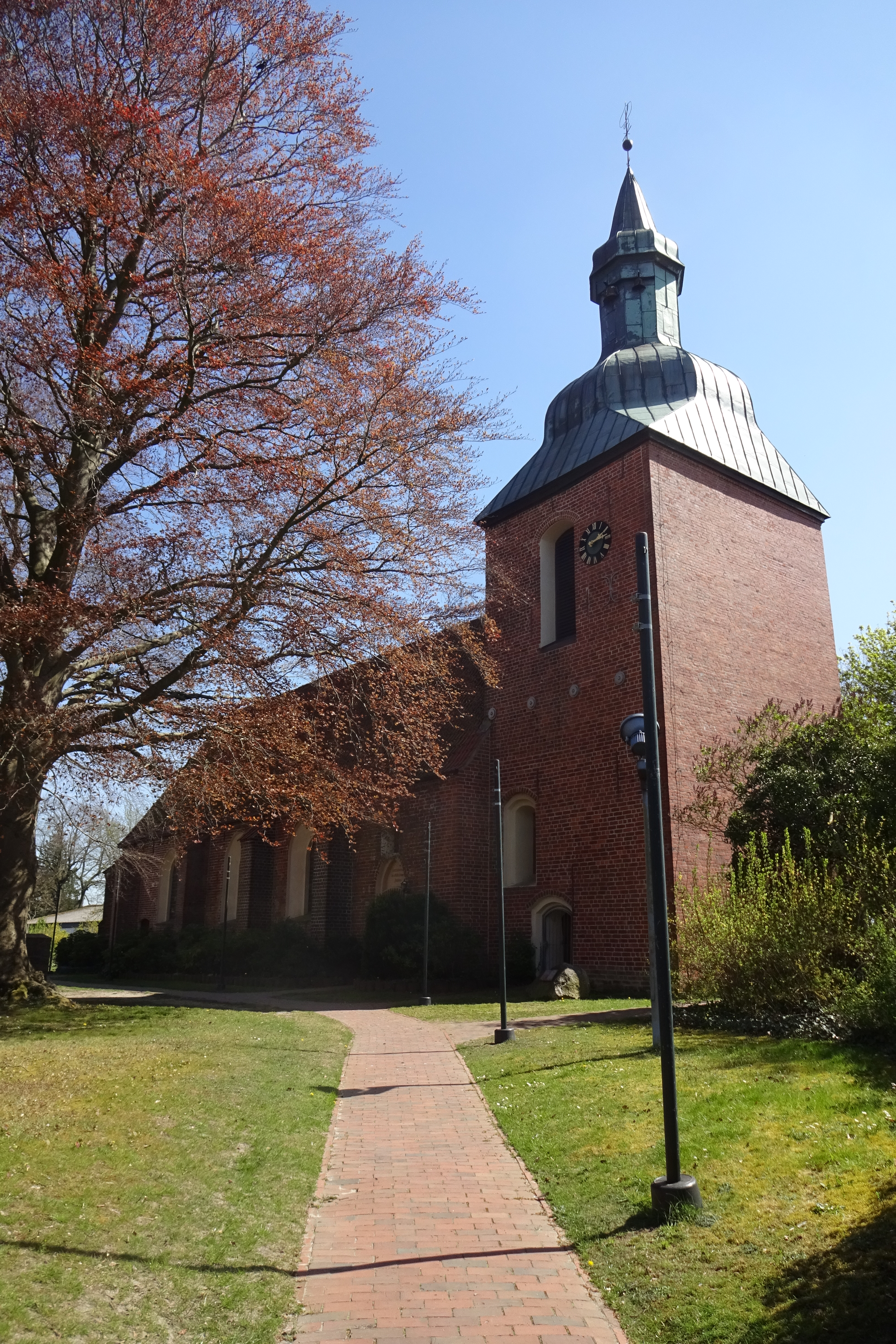

### Bauwerk
1371 wurde eine einschiffige Kapelle aus Backsteinen mit drei Jochen gebaut. Das östliche Joch, der dreiseitig abgeschlossene 5/8-Chor und die Apsis wurden erst in der Mitte des 15. Jahrhunderts angefügt. Alle Fenster wurden im 16. Jahrhundert verändert. 
Das Kirchenschiff hat ein ziegelgedecktes Satteldach, über dem Chor polygonal gewalmt.
Der quadratische  Westturm stammt auch aus der Mitte des 15. Jh. Er trägt eine kupfergedeckte glockenförmige Haube, auf der sich eine Laterne befindet. 

### Innen
Der Innenraum ist mit gotischem Gewölben überspannt, im Schiff mit dünnen Bandrippen, im Chor mit Birnstäben sowie mit schwarz-weiß-roten Zackenmustern und Rankenwerk und figürlichen Darstellungen aus der Bibel. Die Wände werden von Strebepfeilern gestützt. Die Deckenmalerei im Gewölbe stammt aus der Mitte des 15. Jahrhunderts, sie wurde erst 1910 aufgedeckt. 
Der Loxstedter Totentanz im mittleren Gewölbe ist eine dieser Deckenmalereien. 
Im westlichen Joch ist die Christophoruslegende dargestellt. Im östlichen Joch befindet sich eine Darstellung des Jüngsten Gerichts, in den Gewölbekappen des Chorjochs die Erschaffung Evas, der Sündenfall und die Vertreibung aus dem Garten. 

#### Altar und Kanzel
Das Altarretabel von 1700 steht zwischen paarig stehenden gewundenen Säulen. Unten befindet sich ein Gemälde über das Abendmahl, darüber eine Kreuzabnahme. In beiden Geschossen stehen die Figuren der vier Evangelisten, im Gesprenge ist der Auferstandene zu sehen.
Die schlichte Kanzel stammt aus dem 18. Jahrhundert.

#### Orgel

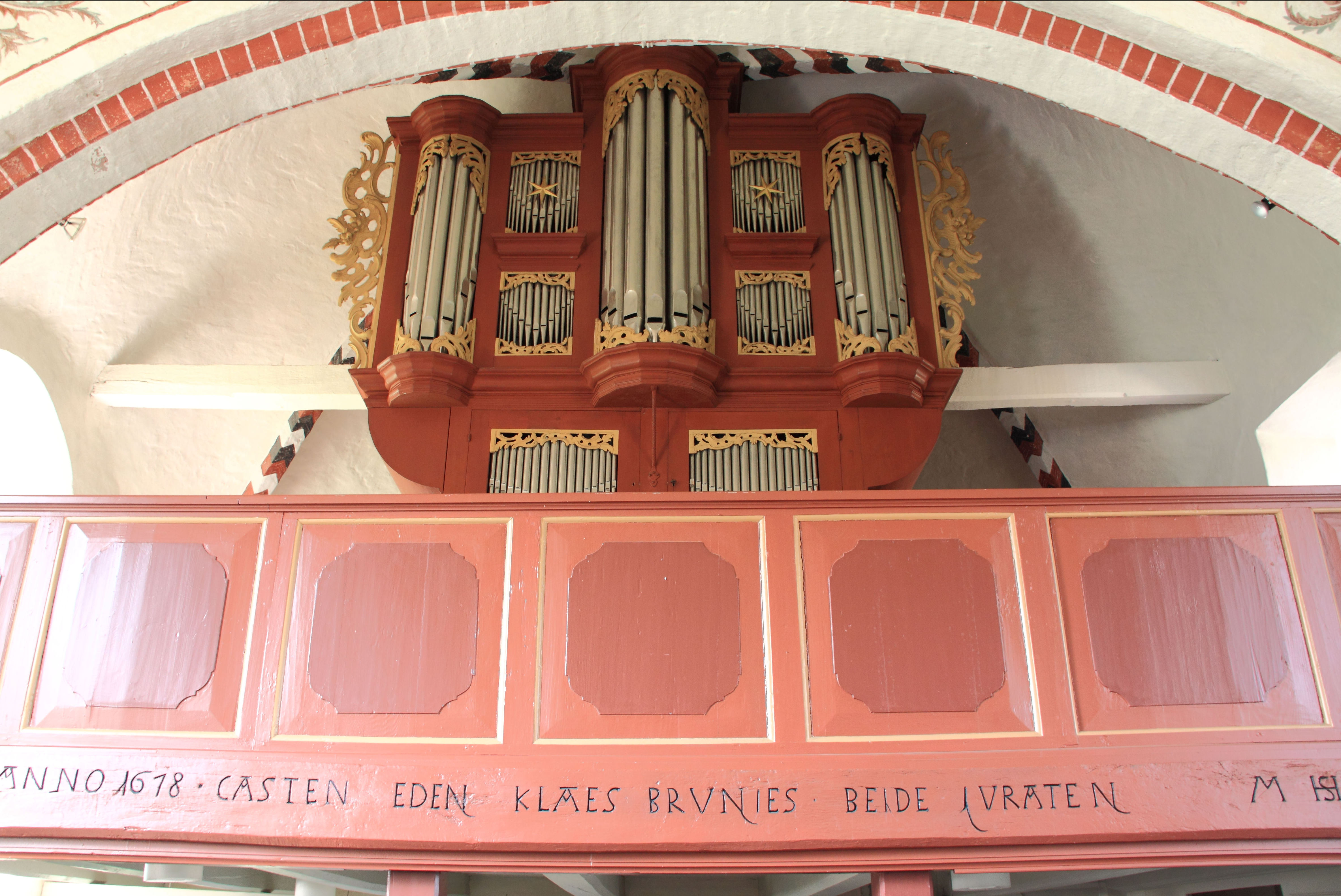

Die Orgel mit altem Prospekt und originalem Werk mit 23 Registern, verteilt auf zwei Manuale und ein Pedal, wurde 1771 von Johann Matthias Schreiber begonnen, 1786 von Georg Wilhelm Wilhelmy vollendet, 1789 vom Orgelbauer Johann Wolfgang Witzmann ergänzt, 1983 von Alfred Führer und 2015 von Jörg Bente restauriert.

### Kirchhof
Die Kirche umgibt ein Kirchhof als Grünfläche. Auf der Südseite befinden sich alte Grabsteine sowie ein Gefallenendenkmal für die Gefallenen des Ersten und Zweiten Weltkriegs. Auf der Nordseite wurde "Den Kämpfern von 1870-71" ein Denkmal errichtet. Außerdem stellte man die von Joh. Friedr. Haase, New York, gestiftete Glocke mit der Aufschrift "Friede sei ihr erst Geläute" hier auf.